# Zaostrog
Zaostrog je naselje in manjše pristanišče, ki upravno spada pod občino Gradac; le-ta pa spada pod Splitsko-dalmatinsko županijo.

## Geografija
Naselje leži v Makarskem primorju ob prostranem istoimenskem zalivu obkroženo z visokimi strmimi stenami planinskega masiva Biokova ob magistralni cesti Split - Dubrovnik okoli 18 km severozahodno od Ploč.
Naselje je sestavljeno iz dveh delov. Stari del, pod pobočji 769 mnm visokega Vitra in novi del ob nizki obali z manjšim pristaniščem. Plaže so peščene, okolica pa porasla z bori in oljkami.
V pristanu je okoli 50 m dolg pomol. Globina morja ob pomolu je do 4 metre. Na pomol je naslonjen mandrač. Pristajati je mogoče samo ob pomolu, ki je odprt južnim vetrovom.

## Zgodovina
Zaostrog je bil verjetno naseljen že v rimski dobi. Na vaškem pokopališču stoji gotska cerkev, obnovljena v baročnem slogu. V tistem času so postavili tudi visok zvonik "na preslico". Na obali stoji frančiškanski samostan postavljen v obdobju od 16. do 17. stoletja. V samostanu hranijo etnografsko zbirko, stoletno knjižnico in bogat arhiv. Na samostanskem vrtu je položen bogat antični mozaik.

## Ljudje povezani s krajem
- Andrija Kačić Miošić (1704 - 1760), hrvaški književnik

## Demografija
| Pregled števila prebivalcev po letih | Pregled števila prebivalcev po letih | Pregled števila prebivalcev po letih | Pregled števila prebivalcev po letih | Pregled števila prebivalcev po letih | Pregled števila prebivalcev po letih | Pregled števila prebivalcev po letih | Pregled števila prebivalcev po letih | Pregled števila prebivalcev po letih | Pregled števila prebivalcev po letih | Pregled števila prebivalcev po letih | Pregled števila prebivalcev po letih | Pregled števila prebivalcev po letih | Pregled števila prebivalcev po letih | Pregled števila prebivalcev po letih |
| ------------------------------------ | ------------------------------------ | ------------------------------------ | ------------------------------------ | ------------------------------------ | ------------------------------------ | ------------------------------------ | ------------------------------------ | ------------------------------------ | ------------------------------------ | ------------------------------------ | ------------------------------------ | ------------------------------------ | ------------------------------------ | ------------------------------------ |
| 1857                                 | 1869                                 | 1880                                 | 1890                                 | 1900                                 | 1910                                 | 1921                                 | 1931                                 | 1948                                 | 1953                                 | 1961                                 | 1971                                 | 1981                                 | 1991                                 | 2001                                 |
| 535                                  | 598                                  | 633                                  | 683                                  | 706                                  | 716                                  | 698                                  | 585                                  | 354                                  | 365                                  | 327                                  | 315                                  | 254                                  | 270                                  | 372                                  |